# گیتسن
گیتسن (به لاتین: Gitschen) یک کوه در سوئیس است که در کانتون آوری واقع شده‌است. گیتسن ۲٬۵۱۳ متر بالاتر از سطح دریا واقع شده‌است.